# تناوب مشعل دورة الالعاب الاولمبية الصيفية 1984
قالب:Infobox Olympic torch relay تم تشغيل تتابع مشعل الألعاب الأولمبية الصيفية لعام 1984 من 8 آيار/ مايو حتى 28 تموز/ يوليو، قبل دورة الألعاب الأولمبية الصيفية لعام 1984 في لوس أنجلوس. غطى الطريق حوالي 15,000 كيلومتر (9,300 ميل) عبر الولايات المتحدة وشارك فيها أكثر من 3600 حامل للمشعل. قام رافر جونسون بإضاءة المرجل في حفل الافتتاح. كلفت اللجنة المنظمة الأولمبية في لوس أنجلوس (LAOOC) Burson - Marsteller، وكالة العلاقات العامة في AT&T، بتنظيم التتابع. ابتكر كيلومتر الشباب تراث فكرة أن العدائين يتم ترشيحهم من قبل الجمهور.
شهد تتابع المشعل العديد من البدايات، بما في ذلك الناس من جميع أنحاء البلاد المشاركة وجمع ملايين الدولارات التي تم التبرع بها للجمعيات الخيرية.

## المشعل

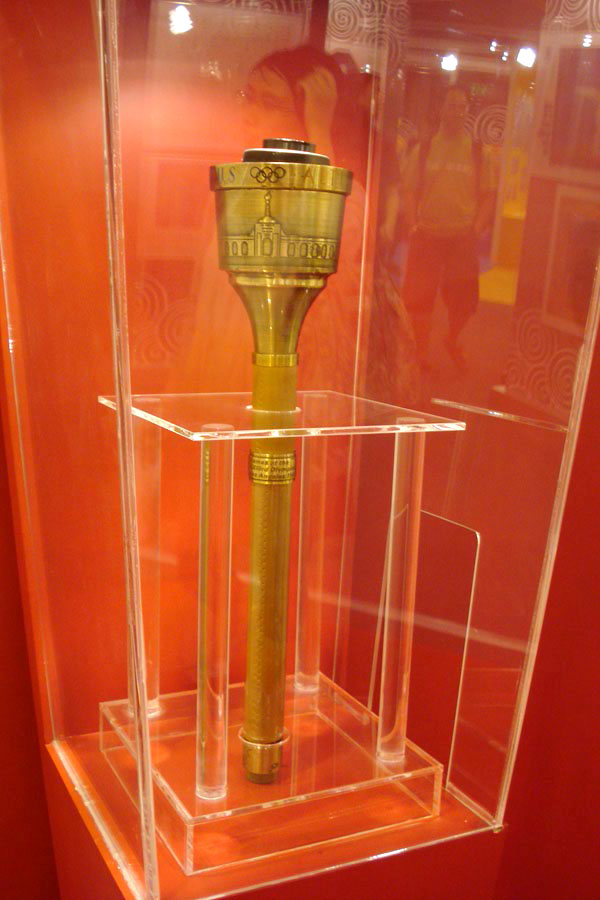
مشعل من التتابع

كان مشعل الألمنيوم، المصمم بلمسة نحاسية ومقبض جلد يعطيها مظهرًا عتيقًا، 56.5 سنتيمتر (22.2 بوصة) طويل ووزنه 1,000 غرام (35 أونصة). محفور على حلقة المشعل كلمات الشعار الأولمبي ("Citius، Altius، Fortius") مع الحلقات الأولمبية بين كل كلمة. تم تصنيعها من قبل (صناعات تورنر) وتم ترقيم كل منها.
خلال تجربة 800 ميل تم العثور على التصميم الأصلي للمشعل معيبًا. تم العثور على الصمام يتراجع بشكل عميق للغاية داخل وعاء المشعل ويتم إخماده بسهولة. كما تم تعديل نوع البروبان والصمام المستخدم لإطلاقه للتأكد من أنه سيظل مضاءً كلما أمكن ذلك.

## منظمة
تم تنظيم التتابع من قبل بيرسون مارستيلر، وكالة العلاقات العامة في AT&T، والتي قامت أيضًا برعاية التتابع ووفرت غالبية الموظفين في الأحداث. تم توفير زي العداء من قبل ليفي شتراوس مع كونفيرس لتوريد الأحذية.
أشارت اللجنة المنظمة للألعاب الأولمبية في لوس أنجلوس (LAOOC) إلى التتابع على أنه «نجاح ساحق»، وتحقيق هدفي نشر الألعاب الأولمبية في جميع أنحاء البلاد وتوفير إرث للبرامج الرياضية للشباب. وقدروا أن حوالي ربع سكان الولايات المتحدة شهدوا التتابع.

### كيلومتر إرث الشباب
جاء حاملي المشعل من مجموعة متنوعة من الخلفيات وكان الهدف هو إدخال مستوى من المساواة. كان تتابع 1984 أول من دعا إلى الترشيحات من الجمهور، وهو نظام مكرر في المرحلات المستقبلية. كما أنها كانت أول من قام بحمل حاملي المشعل لمشاركتهم، حيث بلغت الرسوم حوالي 3000 دولار لكل كيلومتر. أي شخص يمكنه رفع رسوم الدخول سيكون قادرًا على رعاية كيلومتر واحد وتحمل المشعل بأنفسهم أو تعيين شخص للقيام بذلك. وقد جمعت الخطة، التي أطلق عليها «كيلومتر تراث الشباب» (YLK)، ما يقرب من 11 مليون دولار، تم منحها جميعًا للجمعيات الخيرية. تلقت جمعية الشبان المسيحيين النسبة الأكبر من الأموال، حيث بلغت حوالي 3.9 مليون دولار. تم الانتهاء من الأقسام التي لم تحصل على رعاية من قبل متطوعين من AT&T. قبل دورة الألعاب الأولمبية لعام 1984، كان يُسمح فقط للأشخاص «المختارين» بحمل المشعل. تغير ذلك في لوس أنجلوس كما هو الحال في الولايات المتحدة، يمكن لأي شخص أن يصبح حامل المشعل.
قام كازينو تاهو فندق Caesar بسحب، حيث يمكن للعملاء الفوز بمكان في التتابع. رعت الشركة 50 كيلومترًا من مسار نيفادا وقدمت سبعة من هذه الجولات للعملاء الفائزين و42 للمنظمات المحلية. تم منح الكيلومتر المتبقي إلى 1976 بروس جينر الفائز في Decathlon الذي وقع عقدًا ترويجيًا مع الشركة.
هددت اللجنة الأولمبية اليونانية (HOC)، غير السارة بما اعتبروه تسويق تتابع المشعل، بوقف الحدث من الحدوث. انتهت عدة أشهر من المفاوضات أخيرًا في اتفاق قبل أيام قليلة من حفل الإشعال المخطط له. في 7 آيار/مايو 1984، أقيم حفل الإضاءة.

## طريق

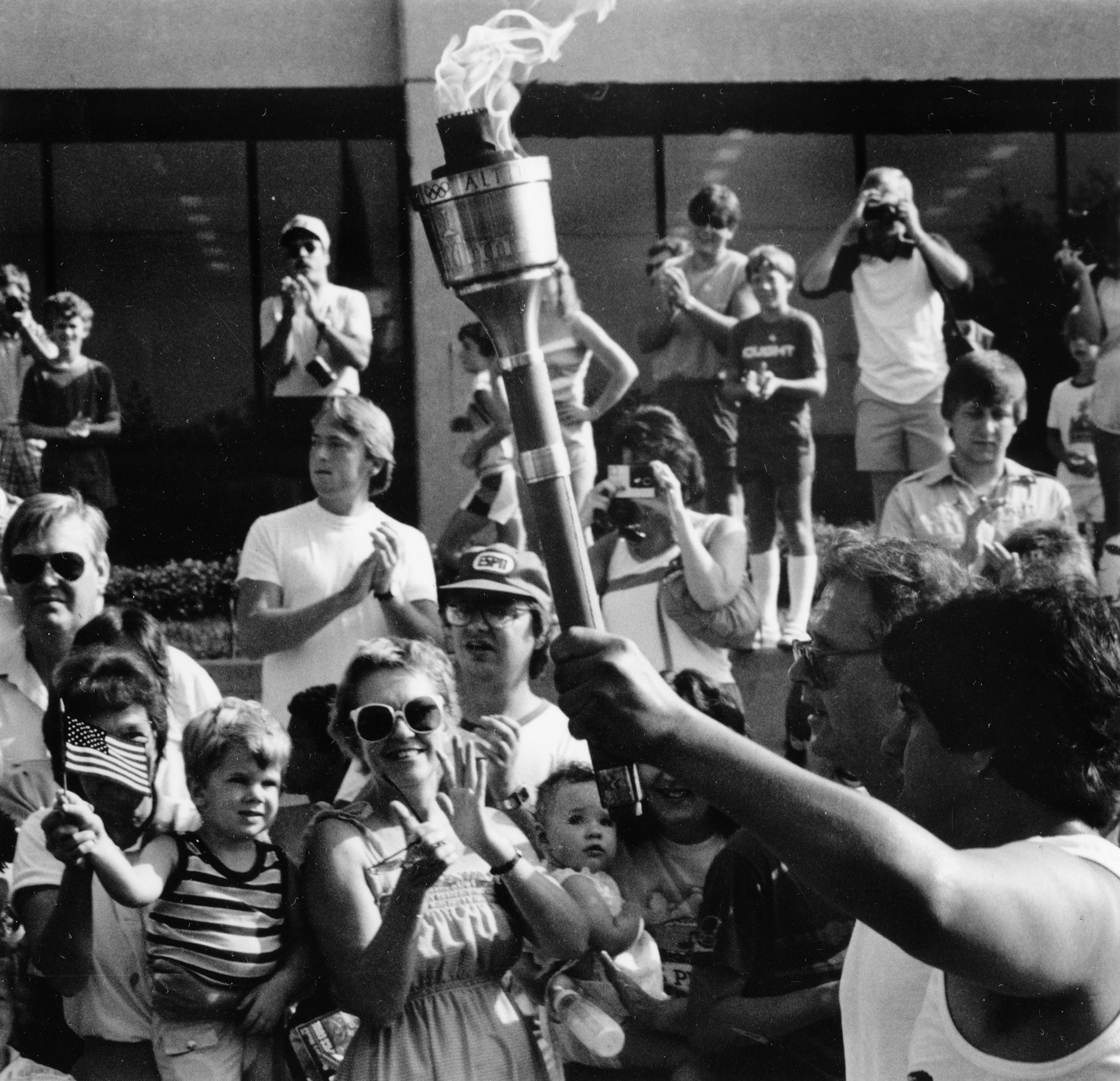
المشعل الأولمبي في جامعة تكساس في أرلينغتون ، 1984

كان LAOOC يأمل في الأصل في أن يقوم التتابع بزيارة جميع الولايات والعواصم الخمسين وكذلك واشنطن العاصمة. لقد أدركوا أن هذا سيتطلب عملية على مدار 24 ساعة يوميًا وكان عليهم تقليل نطاق خططهم لتشمل 33 ولاية:

## الفرق بين (المشعل الأولمبي The Olympic torch) و (الشعلة الأولمبية The Olympic flame)
يلاحظ ان هناك خلطاً واضحاً بين (الشعلة الاولمبية) وبين (المشعل الاولمبي) حتى ان اغلب وسائل الاعلام تخلط بينهما أو تعطيهما نفس العنوان والتسمية مما يجعل الجمهور والقارئ في حيرة بالأمر ولا يستطيع التفريق بينهما وادناه مستقى من كناب (الميثاق الاولمبي) للباحث القانوني والمحامي وليد محمد الشبيبي، في كتابه الورقي الصادر في بغداد عام 2020 :
(قد يقع القارئ الكريم باضطراب والخلط بين ترجمة هاتين الكلمتين (flame) و (Torch) لأنها عادة تترجم بنفس المعنى للغة العربية (الشعلة) وحتى بالمواقع الالكترونية تزيد هذا الخلط ولكن بالحقيقة ان (Olympic flame) هي هذه الشعلة المتوهجة أو اللهب المشتعل الذي يضطرم طوال فترة إقامة دورة الألعاب الأولمبية البالغة عادة (16) يوماً والتي يتم ايقادها بواسطة المشعل الأولمبي (Olympic torch) التي تحمل عادة من قبل إحدى الشخصيات الرياضية المختارة، ومثال بطل العالم الأسبق بالملاكمة محمد علي كلاي هو الذي حمل (المشعل الأولمبي) والذي أوقد (الشعلة الأولمبية) في أولمبياد اتلانتا بالولايات المتحدة الأميركية عام 1996 وكرر هذا بإيقاد المشعل الأولمبي في دورة الألعاب الأولمبية الشتوية في سولت ليك ستي عام 2002 (كما كرمت اللجنة المنظمة لأولمبياد لندن 2012 الأسطورة الراحل محمد علي كلاي من خلال منحه شرف حمل العلم الأولمبي في افتتاح الأولمبياد رغم كونه لا يستطيع المشي بشكل سليم حينها، فساعدته زوجته على المشي وهو يحمل العلم). ومن يقوم بهذا يتم اختياره بعناية (وعادة يكون شخصية رياضية مؤثرة حازت على القاب وبطولات للبلد المضيف ويعد من رموزها الرياضية العامة) من قبل البلد المضيف للألعاب الأولمبية للشرف الكبير الذي يضفيه عليه أيقاد هذه الشعلة الأولمبية).(1)

## ما ورد عن (المشعل الأولمبي) و (الشعلة الاولمبية) في (الميثاق الاولمبي)
جاء في الفصل الأول الموسوم بـ (الحركـة الأولمبيـة) المادة (13) الموسومة بـ (الشعلة الأولمبية، المشاعل الأولمبية) من (الميثاق الاولمبي) بنسخته المحدثة والنافذة منذ 26 حزيران/يونيو 2019 ما يأتي:
13. الشعلة الأولمبية، المشاعل الأولمبية *
1. الشعلة الأولمبية هي الشعلة التي تم إيقادها في أولمبيا تحت إشراف اللجنة الأولمبية الدولية.
2. المشعل الأولمبي هو مشعل محمول، أو نسخة طبق الأصل منه، على النحو الذي أقرته اللجنة الأولمبية الدولية ومخصصة لإحراق الشعلة الأولمبية.(2)
| موقعك | خريطة                                                                 |
| --- | --------------------------------------------------------------------- |
| 1. مدينة نيويورك 2. ملاذ جديد 3. العناية الإلهية 4. بوسطن 5. هارتفورد 6. ترينتون 7. فيلادلفيا 8. ويلمنجتون 9. بالتيمور 10. أنابوليس 11. واشنطن العاصمة 12. بيتسبرغ                                               | تناوب مشعل دورة الالعاب الاولمبية الصيفية 1984 (USA Northeast)        |
| 1. كليفلاند 2. طليطلة 3. ديترويت 4. شيكاغو 5. إنديانابوليس 6. لويزفيل | تناوب مشعل دورة الالعاب الاولمبية الصيفية 1984 (USA Midwest)          |
| 1. نوكسفيل 2. أتلانتا 3. برمنغهام 4. ممفيس 5. سانت لويس 6. مدينة كانساس 7. تولسا 8. أوكلاهوما سيتي 9. دالاس | تناوب مشعل دورة الالعاب الاولمبية الصيفية 1984 (USA)                  |
| 1. البوكيرك 2. كولورادو سبرينغز 3. دنفر 4. سولت لايك سيتي 5. بويز 6. سياتل 7. بورتلاند 8. رينو 9. سكرامنتو 10. سان فرانسيسكو 11. أوكلاند 12. سان خوسيه 13. لوس أنجلوس 14. سان دييغو 15. مدرج لوس أنجلوس التذكاري | تناوب مشعل دورة الالعاب الاولمبية الصيفية 1984 (غرب الولايات المتحدة) |

بدأ التتابع رسميًا في 8 مايو مع بيل ثورب جونيور، حفيد جيم ثورب، وجينا هيمفيل، حفيدة جيسي أوينز، حيث تم تكريمهم بأن يصبحوا أول حاملي المشعل. تتابع التتابع 3636 حامل للمشعل وتمتد لمسافة حوالي 15,000 كيلومتر (9,300 ميل)، في ذلك الوقت أطول مسافة لأي تتابع أولمبي.

## حفل الافتتاح

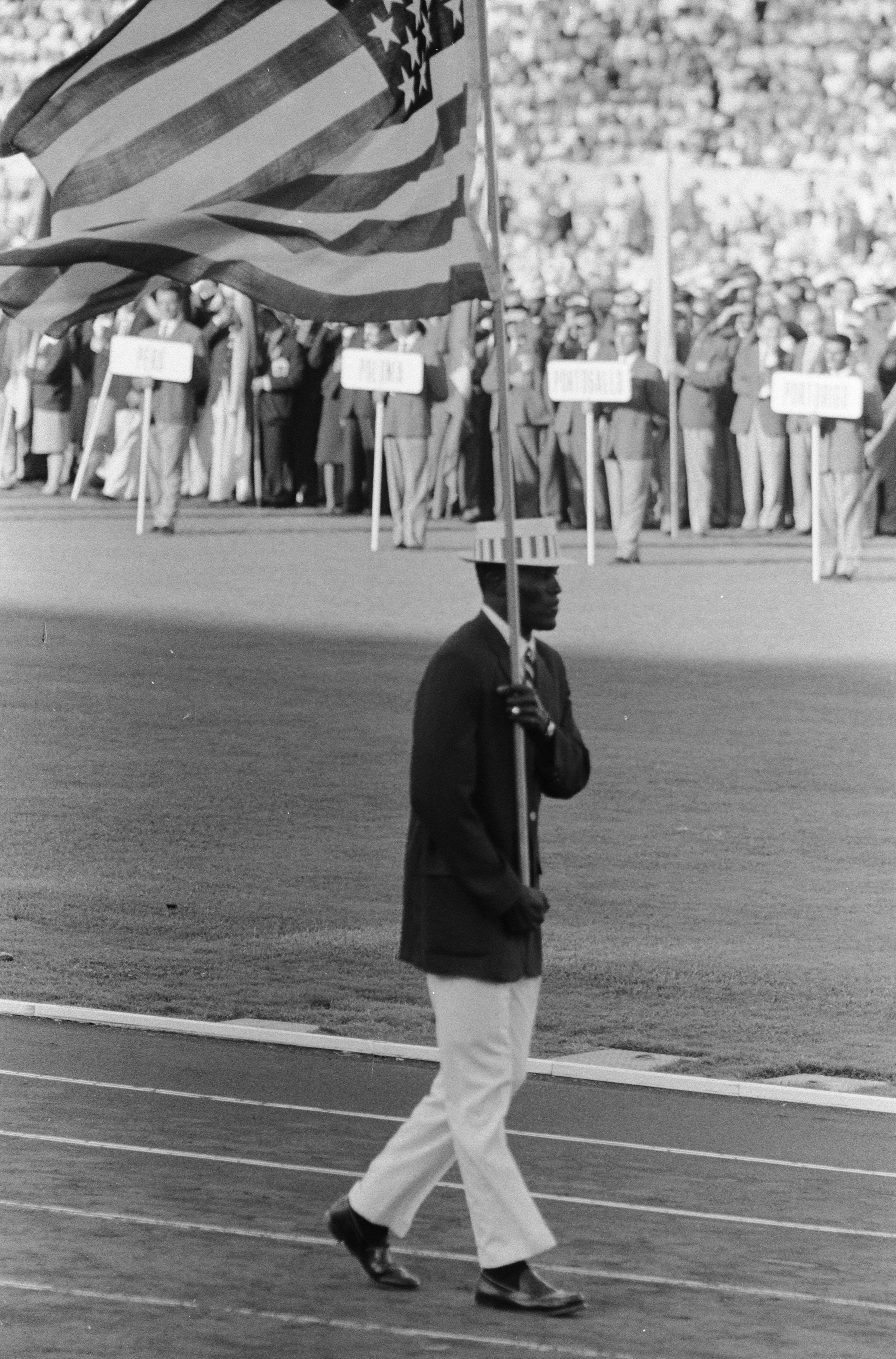
كان رافر جونسون ، الذي تم تصويره هنا كحامل أعلام في ألعاب 1960، هو حامل المشعل النهائي.

كان رافر جونسون، صاحب الميدالية الذهبية الأولمبية، حامل المشعل النهائي.

## الهوامش
(1) المرجع الورقي: الميثــاق الأولمبي - للجنة الأولمبية الدوليـة، الذي أصبح نافذا منذ 26 حزيران/يونيو 2019 OLYMPIC CHARTER The International Olympic Committee، in Force As from 26 June 2019، اعداد وترجمة وتأليف المحامي والباحث القانوني وليد محمد الشبيبي، بغداد: مكتبة صباح القانونية - 2020، هامش الصفحة (40).
(2) المرجع المذكور أعلاه، وليد محمد الشبيبي، الصفحة (40).